# Ếch xanh
Ếch xanh hay ếch núi xanh (danh pháp: Odorrana livida) là một loài ếch trong họ Ranidae. Nó là loài đặc hữu của Miến Điện và Thái Lan.
Các môi trường sống tự nhiên của chúng là các khu rừng ẩm ướt đất thấp nhiệt đới hoặc cận nhiệt đới và sông. Tình trạng bảo tồn của nó hiện chưa đủ thông tin.